# Reform UK

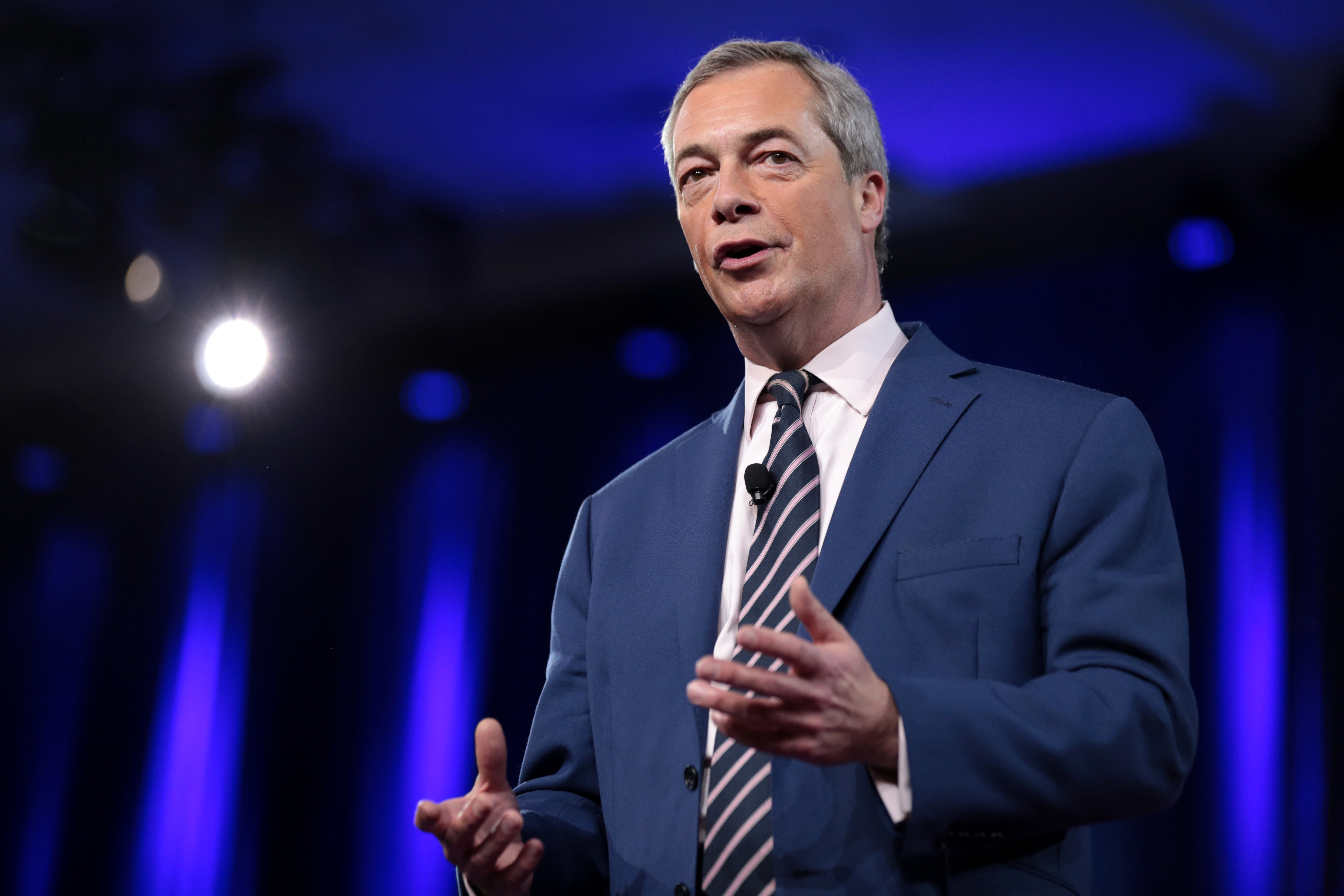
Nigel Farage, politiek leider van de Brexit Party

Reform UK is een politieke partij in het Verenigd Koninkrijk. De partij werd in 2019 opgericht als de Brexit Party. In januari 2021 werd de naam veranderd in Reform UK. 
Het politiek doel van de Brexit Party was dat het Verenigd Koninkrijk zo snel mogelijk de Europese Unie zou verlaten (brexit). De partij deed mee aan de Europese Parlementsverkiezingen van 2019 en werd met 29 zetels de winnaar in het Verenigd Koninkrijk. Bij de Britse Lagerhuisverkiezingen van 2019 won de partij geen zetels. Na het vertrek van het Verenigd Koninkrijk uit de EU op 31 januari 2020 richtte de partij zich op hervormingen van onder andere het kiesstelsel en het Hogerhuis.
De partij werd van februari 2019 tot maart 2021 geleid door Nigel Farage. Toen deze aftrad werd hij opgevolgd als politiek leider door Richard Tice tussen 2021 en 2024. Op 3 juni 2024 deed Tice een stap terug en nam Farage wederom het partijleiderschap op zich. Bij de Lagerhuisverkiezingen van 4 juli 2024 won Reform UK vijf zetels. Sinds 7 maart 2025 zitten ze met vier zetels in het Lagerhuis.  
In februari 2025, nadat Farage had toegezegd de controle over de partij aan zijn leden over te dragen, werd de partij geherstructureerd als 'Reform 2025 Limited', een vennootschap met beperkte aansprakelijkheid, met Farage en Zia Yusuf als bestuurders en, volgens Companies House, "geen personen met significante controle".  

## Geschiedenis

### Oprichting
De oprichting van de Brexit Party werd op 20 januari 2019 aangekondigd door Catherine Blaiklock, de voormalige woordvoerder economie van UKIP. Zij was ook de eerste leider. De partij werd op 5 februari 2019 geregistreerd bij de kiescommissie van het Verenigd Koninkrijk. De prominente Brexit-activist Nigel Farage, die sinds zijn vertrek bij UKIP als onafhankelijk lid zitting had in het Europees Parlement, steunde de oprichting van de Brexit Party. Op 8 februari 2019 maakte hij bekend dat hij als kandidaat voor de partij zou uitkomen als er Europese verkiezingen gehouden zouden worden in het Verenigd Koninkrijk. Hij werd ook de politiek leider.
Vanaf het moment van oprichting tot eind april 2019 sloten veertien leden van het Europees Parlement, allen voormalige UKIP-leden, zich aan bij de Brexit Party waardoor UKIP al haar vertegenwoordiging in het EU Parlement verloor.

### Naamswijziging en vertrek en terugkeer Farage
Op 6 januari 2021 wijzigde de Brexit Party haar naam in Reform UK. De reden voor de naamswijziging was dat het Verenigd Koninkrijk op 31 januari 2020 de EU had verlaten, en dat het doel 'Brexit' daarmee was bereikt. Als Reform Party streeft de partij naar hervorming van het kiessysteem, het Hogerhuis, de BBC en enkele andere Britse instellingen. Ook steunt de partij de Verklaring van Great Barrington, waarin wordt gepleit voor een alternatieve benadering van de coronapandemie en tegen grootschalige lockdowns.
Op 6 maart 2021 kondigde Farage aan dat hij zich ging terugtrekken uit de politiek. Hij droeg het leiderschap van Reform UK over aan Richard Tice.
Reform UK had in 2021 korte tijd één zetel in het Schots Parlement maar verloor die bij de verkiezingen later dat jaar. Ook was de partij met vier zetels vertegenwoordigd in het parlement van Wales tussen 2019 en 2021. Op 11 maart 2024 maakte Conservatief parlementariër Lee Anderson, voormalig vicevoorzitter van de Conservative Party, bekend dat hij lid was geworden van Reform UK. Daarmee kreeg de partij één zetel in het Lagerhuis.
Op 3 juni 2024 kondigde Nigel Farage in aanloop naar de verkiezingen op 4 juli 2024 zijn terugkeer aan in de landelijke politiek door zich te kandideren voor het kiesdistrict Clacton namens Reform UK. Ook werd diezelfde dag bekend gemaakt dat Tice stopte als partijleider en deze rol teruggaf aan Farage die deze dezelfde dag nog accepteerde. 

### Verkiezingen

#### Europese Parlementsverkiezingen 2019
De Brexit Party deed mee aan de Europese Parlementsverkiezingen 2019 die op 23 mei in het Verenigd Koninkrijk werden gehouden. Prominente kandidaten waren onder anderen voormalig conservatief minister Ann Widdecombe en Annunziata Rees-Mogg, de zuster van de conservatieve Brexiteer Jacob Rees-Mogg. Met 29 zetels in het Europees parlement werd de Brexit Party de winnaar van de verkiezingen in het Verenigd Koninkrijk.

#### Lagerhuisverkiezingen 2019
Farage kondigde aan dat de partij ook zou meedoen aan een eventuele Lagerhuisverkiezing. Bij de eerste tussentijdse verkiezing waaraan de partij deelnam, op 6 juni 2019 voor de Lagerhuiszetel in het kiesdistrict Peterborough, verloor de kandidaat van de Brexit Party met klein verschil van de Labourkandidaat.
In de aanloop naar de Lagerhuisverkiezingen van 12 december 2019 stelde Farage de conservatieve partijleider en premier Boris Johnson een alliantie voor. Voorwaarde was dat Johnson het Brexit-akkoord dat hij was overeengekomen met de EU zou intrekken. Er zouden nieuwe onderhandelingen met de EU moeten worden gestart met als doel een vrijhandelsakkoord, of het Verenigd Koninkrijk zou de EU moeten verlaten zonder akkoord. Als Johnson dit niet zou toezeggen, zou de Brexit Party in zoveel mogelijk kiesdistricten kandidaten stellen die mogelijk stemmen zouden wegtrekken van conservatieve kandidaten. Johnson ging niet op de voorstellen van Farage in. Farage was zelf geen kandidaat zijn bij de verkiezingen; hij kondigde wel aan in het hele land campagne te gaan voeren tegen de Brexit-deal. Een paar dagen later kondigde Farage aan dat de Brexit Party toch geen kandidaten zou stellen in de 317 kiesdistricten waar de Conservatieve Partij bij de verkiezingen van 2017 had gewonnen. Hij wilde daarmee de kans verkleinen dat er in het nieuwe parlement een meerderheid zou ontstaan voor een tweede referendum. Uiteindelijk stelde de Brexit Party kandidaten in 275 van de 650 Britse kiesdistricten.
Een week voor de verkiezingen stapten vier Europarlementariërs van de Brexit Party, onder wie Annunziata Rees-Mogg, uit de partij. Zij riepen kiezers op om op de Conservatieve Partij te stemmen. De partij wist geen Lagerhuiszetels te veroveren.

##### Programma
De Brexit Party presenteerde voor de Lagerhuisverkiezingen geen officieel verkiezingsprogramma maar een 'Contract with the people' (een contract met het Britse volk). Wat betreft Brexit wilde de partij dat het Verenigd Koninkrijk helemaal breekt met EU wet- en regelgeving en dat de transitieperiode na het verlaten van de EU niet zou worden verlengd. Verder wilde de partij immigratie terugdringen, hoewel 'echte' vluchtelingen wel welkom bleven. De Brexit Party was tegen privatisering van de National Health Service, wilde belastingen verlagen en investeren in verbetering van de infrastructuur. Ook stelde de partij hervormingen van het Hogerhuis en het Hooggerechtshof voor.

#### Lagerhuisverkiezingen 2024
Belangrijke punten uit verkiezingsprogramma van Reform UK waren:
- Niet-essentiële immigratie bevriezen
- Alle illegale migranten opsluiten en deporteren
- Belastingvrije voet inkomstenbelasting verhogen naar 20.000 pond
- Verlaging vennootschapsbelasting eerst naar 20% en daarna 15%
- 25% overdraagbare huwelijksbelasting
- Windsor-framework opgeven (akkoord over de positie van Noord-Ierland na Brexit)

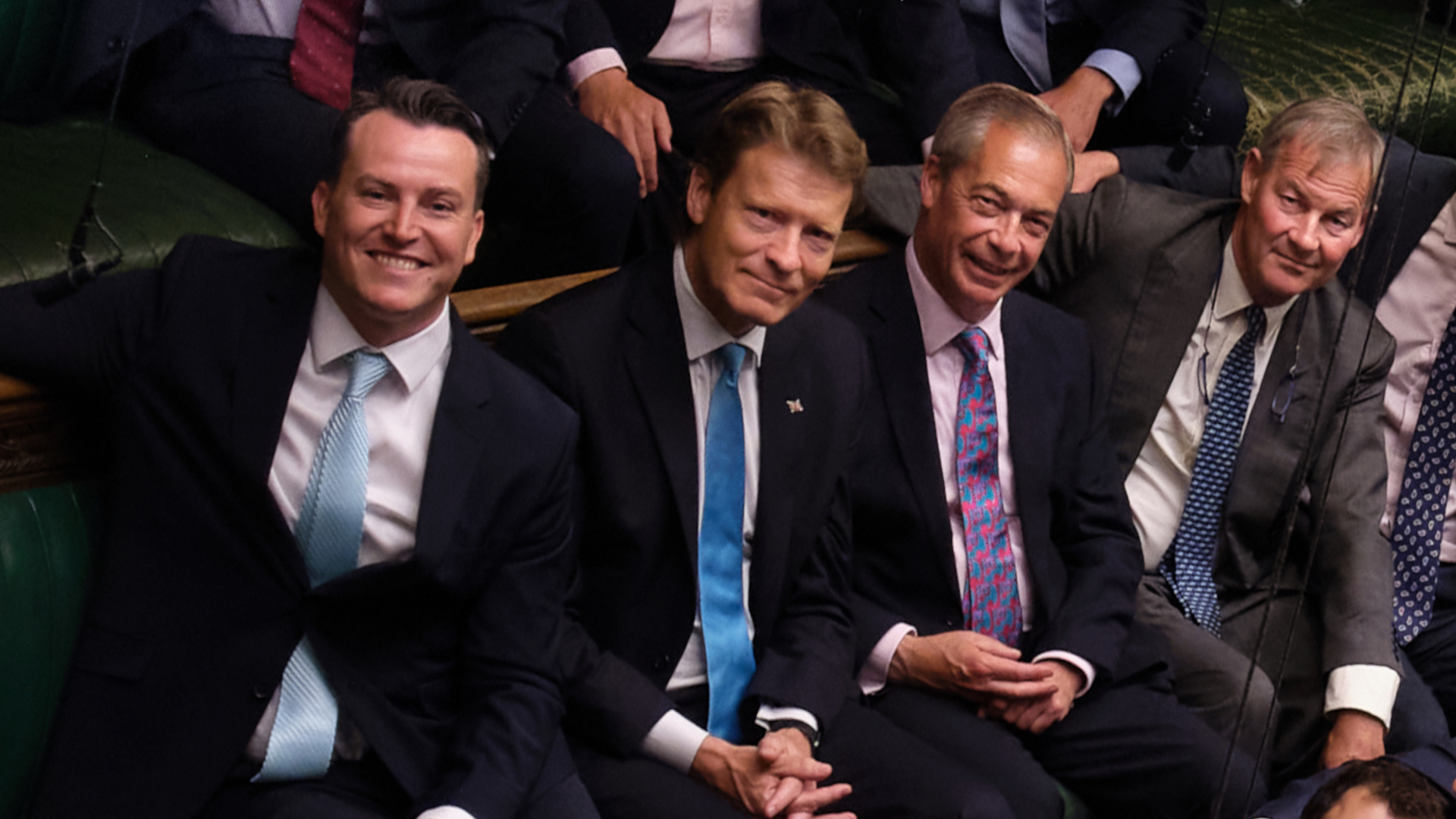
Reform UK parlementsleden in het Lagerhuis in 2024. Nigel Farage (tweede van rechts), Rupert Lowe (eerste van rechts) Richard Tice (midden) en James McMurdock (links)

Anders dan in 2019 stelde Reform UK nu ook kandidaten in districten waar de Conservatieven bij de vorige verkiezingen hadden gewonnen. Dit leidde voor de Conservative Party tot forse concurrentie op hun rechterflank. Op een gegeven moment gaven de peilingen aan dat Reform UK op meer kiezers zou kunnen rekenen dan de Conservatieven. De steun voor Reform UK liep terug toen Farage zich in een interview positief uitliet over Rusland en het westen verweet de Russische inval in Oekraïne te hebben uitgelokt.
Reform UK won 5 zetels, met 14,3% van de stemmen. Farage werd gekozen in Clacton en ook Lee Anderson behield zijn zetel. Oud-voorzitter Richard Tice werd gekozen namens het district Boston and Skegness en oud-Europarlementariër voor de Brexit Party, Rupert Lowe, werd gekozen in het district Great Yarmouth. James McMurdock won onverwachts de vijfde zetel in zijn kiesdistrict South Basildon and East Thurrock met een verschil van 98 stemmen tussen hem en Labour. Doordat Labour drie keer om een hertelling verzocht vanwege het minimale verschil werd de uitslag pas een dag later definitief waarna McMurdock alsnog werd uitgeroepen tot het 650e en laatste parlementslid dat bij de verkiezingen werd gekozen.
Door het Britse 'first past the post' districtenstelsel kan er groot verschil zijn tussen het aantal stemmen dat een partij landelijk krijgt, en het aantal zetels voor die partij in het Lagerhuis. De Liberaal-Democraten kregen 72 zetels - zes keer zoveel als Reform UK - met een lager percentage van de stemmen (12%).
Het grote zetelverlies van de Conservatieven (244 zetels) leek vooral veroorzaakt door het feit dat Reform UK in alle districten stemmen wegtrok bij Conservatieve kandidaten, en daardoor Labour- of LibDem kandidaten de kans gaf om te winnen. De winst van Reform UK werd ook gezien als een uiting van bredere maatschappelijke onvrede die in andere landen had geleid tot winst voor populistisch-rechtse partijen.

### Verloop van de partij na 2024
In november en december 2024 verlieten verschillende prominente Conservatieven de partij en sloten zich aan bij Reform. Onder hen bevonden zich voormalig parlementslid Andrea Jenkyns, Tim Montgomerie (oprichter van ConservativeHome en adviseur van voormalig premier Boris Johnson), Rael Braverman (echtgenoot van voormalig minister van Binnenlandse Zaken Suella Braverman), en Nick Candy (miljardair en projectontwikkelaar van luxe onroerend goed en voormalig donateur van de Conservatieve Partij).
Op 27 december 2024 oversteeg het ledenaantal van Reform het ledenaantal van 131,680 leden van de Conservative Party. Farage noemde het een historisch moment waarbij de jongste politieke partij, de oudste in een recordtijd had verslagen. Ook zou de partij hiermee de enige echte oppositiepartij in het Lagerhuis zijn volgens Farage. Reform UK deelde ook een video van de ledentracker die 's nachts op het hoofdkwartier van de Conservatieve Partij in Londen werd geprojecteerd. Conservative partijleider Kemi Badenoch betwiste het ledenaantal van Reform openlijk en beschuldigde Farage van het manipuleren van diens achterban. Volgens haar zou de website zo zijn gecodeerd dat deze automatisch optelt om de zoveel seconden. Farage en partijvoorzitter Zia Yusuf beweerden bewijs te hebben en plaatsten beiden op X screenshots van een online register waarin naar verluidt 'actieve lidmaatschappen' stonden. Ook nodigde Reform de Financial Times, Sky News, The Spectator en The Daily Telegraph uit om de front- en back-endcode van hun website en de onderliggende gegevens van de ledenaantallen van de partij te inspecteren. Elk medium bevestigde vervolgens dat de ledenteller correct was.
In december 2024 kondigde de Amerikaanse techmiljardair Elon Musk aan de partij te steunen en financieel te willen bijstaan. Op vragen van de pers antwoorde Nigel Farage dat zijn partij in "open onderhandelingen" was met Musk over een substantiële donatie aan de partij. Eerder waren er al geruchten dat Musk een donatie aan de partij zou doen, maar zowel Musk als Farage ontkende dat. Farage reisde begin december naar het Mar-a-Lago-resort van de Amerikaanse president Donald Trump in Florida, samen met Nick Candy, de penningmeester van Reform UK. Na het gesprek zei Farage dat Musk "ons geen twijfel liet dat hij pal achter ons staat." Musk deelde later na het gesprek een bericht op X, waarin hij beweerde dat Reform UK de volgende verkiezingen in het Verenigd Koninkrijk zou winnen.
Op 5 januari 2025 riep Musk onverwachts in een post op platform X Farage op om af te treden als leider van de partij waarna hij Reform Lagerhuislid Rupert Lowe prees en in hem een nieuwe en betere leider zag voor de partij. Farage zou volgens Musk het niet in zich hebben om de partij te kunnen leiden. Lowe bedankte op X Musk voor diens steunbetuiging, maar gaf aan Farage te blijven steunen als partijleider. Het meningsverschil tussen Musk en Farage ontstond doordat Musk de gevangen extreemrechtse activist Tommy Robinson steunde op X, terwijl Farage, die eerder al UKIP verliet vanwege te nauwe banden met Robinson, de deur voor Robinson dicht houdt en weigert Robinson te steunen. Farage liet weten verrast te zijn door de uitspraak van Musk maar dat hij zeker niet zou aftreden en "nooit zijn principes zou opgeven". Het feit dat Musk zijn steun voor Farage introk betekende geen daling in de peilingen of het ledenaantal van Reform. De achterban van Reform gaf het vertrouwen aan Farage.
Op 7 maart 2025 werd door het bestuur van Reform UK bij de politie aangifte gedaan tegen Reform parlementslid Rupert Lowe van bedreigingen tegen partijvoorzitter Zia Yusuf. Ook maakte Reform UK bekend dat er intern tegen Lowe een onderzoek liep naar aanleiding van beschuldigingen van pesten tegen parlementaire en persoonlijke medewerkers. Volgens Yusuf had Lowe geweigerd mee te werken aan het onderzoek. Hierdoor werd Lowe dezelfde dag door fractievoorzitter Lee Anderson geschorst en uit de fractie gezet. Enkele dagen later schorste het partijbestuur het lidmaatschap van Lowe. Lowe zelf beweerde dat de verklaring van Reform UK werd gepubliceerd voordat het onderzoek was begonnen en hij medewerking kon verlengen. Volgens Lowe werd hij uit de partij gezet omdat hij twee dagen eerder in een interview met de Daily Mail kritiek had geuit op leiderschap van Farage en voorzitter Yusuf. Sinds 7 maart zit Lowe als zelfstandig parlementslid in het Lagerhuis waardoor de partij van vijf naar vier parlementaire vertegenwoordigers terugzakte.     
Op 1 mei 2025 werd bij tussentijdse parlementsverkiezingen voormalig Conservative politicus Sarah Pochin gekozen in het kiesdistrict Runcorn en Helsby tot parlementslid voor Reform UK, waardoor de partij weer met vijf vertegenwoordigers in het Lagerhuis zit. De tussentijdse verkiezingen werden georganiseerd nadat Labour MP Mike Amesbury was opgestapt. Amesbury, die de nieuw gecreëerde zetel won bij de verkiezingen van juli 2024 met een meerderheid van 14.696 stemmen, werd geschorst nadat hij een kiezer op straat had geslagen tijdens een dronken ruzie. Reform won deze verkiezing met een historisch kleine marge van slechts zes stemmen verschil van Labour.
Op 5 juni 2025 nam Yusuf ontslag als partijvoorzitter. Dit gebeurde enkele uren nadat parlementslid Pochin had opgeroepen tot een boerkaverbod, wat leidde tot speculaties in de media dat Yusufs ontslag het gevolg daarvan was en een verklaring van Reform dat het geen officieel partijbeleid was. Yusuf verklaarde dat hij niet op de hoogte was gesteld van Pochins plannen om tot een verbod op te roepen en zei dat het "dom" van haar was om een maatregel aan te vragen die indruiste tegen het beleid van Reform. Yusuf keerde 48 uur na zijn ontslag terug naar Reform UK en zei dat zijn ontslag "een besluit was dat voortkwam uit uitputting" en een "fout" was. In een later interview met The Sunday Times verklaarde Yusuf dat zijn interventie in de boerka-kwestie een "fout" was geweest en dat als hij parlementslid was geweest, hij "waarschijnlijk" zou stemmen vóór een verbod op de boerka, samen met andere gezichtsbedekkingen in het openbaar. Later werd aangekondigd dat Yusuf leiding zou geven aan de nieuwe DOGE-eenheid van de partij om toezicht te houden op de uitgaven in de lokale gemeentes waar Reform een meerderheid had behaald bij de gemeenteraadsverkiezingen van 2025, terwijl een nieuwe partijvoorzitter en vicevoorzitter zouden worden benoemd. De voormalige vicevoorzitter en Europarlementariër voor de Bexit Party, David Bull werd later aangekondigd als Yusufs opvolger.     
Op 5 juli 2025 schorste Reform parlementslid James McMurdock zichzelf en stapte uit de fractie als "voorzorgsmaatregel" vanwege een lopend onderzoek naar hem wegens eerdere overtredingen van de onroerendgoedbelasting tijdens de COVID-19-pandemie. Een journalist beschuldigde hem ervan onder valse voorwaarden overheidssteun te hebben aangevraagd en gekregen ten tijde van de pandemie. Fractievoorzitter Anderson gaf aan een onderzoek te starten en stelde dat het voorval gebeurde voor McMurdock een Reform MP was. Op 8 juli kondigde McMurdock aan om definitief niet terug te keren bij Reform en als onafhankelijk parlementslid door te gaan. Anderson riep McMurdock op om zijn zetel op te geven om zo een tussentijdse verkiezing in diens kiesdistrict te laten plaatsvinden, hetgeen McMurdock weigerde. Opvallend is dat McMurdock nog wel steeds lokale ReformUK gemeenteraadskandidaten blijft steunen op sociale media.      

#### Gemeenteraadsverkiezingen 2025
Voor de lokale verkiezingen van 1 mei 2025 had Reform sinds de vorige lokale verkiezingen in 2021 115 raadsleden. De meerderheid van deze raadsleden waren oorspronkelijk gekozen namens de Conservatieve Partij en zijn voor 2025 overgestapt naar Reform UK of werden verkozen bij tussentijdse verkiezingen in de gemeentes. In oktober 2024 liepen twee raadsleden van de Schotse Conservatieve Partij, die in de gemeenteraad van Aberdeenshire zaten, over naar Reform en werden zo de eerste lokale vertegenwoordigers van Reform UK in Schotland.
In oktober 2024 riep Farage alle raadsleden van de Conservatieve Partij op om zich bij Reform UK aan te sluiten en zei dat "een groot aantal van hen het oprecht met ons eens is en waar we voor staan". Enkele raadsleden liepen hierna ook over.
De lokale verkiezingen van 1 mei 2025 werden omschreven als een overweldigende overwinning voor Reform UK. De partij behaalde de eerste plaats, en de meeste zetels en won de totale controle over een tien lokale overheden. Het is sinds het einde van de Tweede Wereldoorlog nog niet voorgekomen dat een andere partij dan Labour of de Conservatives een verkiezing won.      
Diezelfde verkiezingen werd Andrea Jenkyns verkozen tot burgemeester van Great-Lincolnshire namens Reform UK. Ze versloeg de Conservatieve kandidaat met meer dan 40.000 stemmen. Jenkyns was zelf tussen 2015 en 2024 parlementslid namens de Conservative Party en verloor haar zetel aan Labour tijdens de Britse Parlementsverkiezingen van 2024. Ook werd voormalig bokser en Olympisch medaillewinnaar Luke Campbell verkozen tot burgemeester van diens woonplaats Hull and East Yorkshire namens Reform UK waardoor de partij twee burgemeesters levert.     

## Politieke standpunten
De partij kondigde aan pas na de Europese verkiezingen een politiek manifest te publiceren en heeft in aanloop naar die verkiezingen als enig politieke doel dat het Verenigd Koninkrijk de Europese Unie zo snel mogelijk verlaat. Op 12 april 2019 zei Farage dat in het beleid geen verschil bestond tussen de Brexit Party en UKIP, maar wel een groot verschil in personen. De Brexit Party zou anders dan UKIP geen banden willen met extreemrechts.
In de media wordt de Brexit Party aangeduid als populistisch of rechts-populistisch. Hoewel er nog geen ontwikkeld politiek programma is, lijkt de partij gekenmerkt door sterke euroscepsis en libertarisme. De partij wil zowel voormalige UKIP-kiezers aantrekken als Conservatieve en Labourstemmers die een voorstander zijn van brexit. Een peiling in april 2019 gaf aan dat 40% van de Conservatieve gemeenteraadsleden op de Brexit Party zou willen stemmen.
In juli 2019 deed de Brexit Party samen met onder anderen de Liberal Democrats, de Green Party en de Scottish National Party, een oproep om bij Britse parlementsverkiezingen in de toekomst het principe van evenredige vertegenwoordiging te hanteren. In dit systeem is het aantal zetels dat een partij behaalt direct gekoppeld aan het aantal stemmen dat op die partij is uitgebracht. In het huidige Britse districtenstelsel krijgt per kiesdistrict alleen de kandidaat met de meeste stemmen een zetel. Dit werkt in het nadeel van nieuwe en kleine partijen.

## Financiering en organisatiestructuur
De Brexit Party zou in de eerste tien dagen na de oprichting £ 750.000 ontvangen hebben in kleinere donaties. Kort na de oprichting ontving de Brexit Party een schenking van £ 200.000 van een zakenman, een voormalige donateur van de Conservative Party. Farage verklaarde dat de partij geen geld zou aannemen van Arron Banks, de belangrijkste financier van de Leave UK-campagne in de aanloop naar het referendum over het Britse EU lidmaatschap. Naar hem loopt een onderzoek in verband met mogelijke illegale financiële transacties.
De organisatiestructuur van de Brexit Party is anders dan die van andere Britse politieke partijen. De partij is geregistreerd als private onderneming, 'Brexit Party Limited'. Farage is een van de twee directeuren en heeft binnen de organisatie verreweg de meeste zeggenschap. De Brexit Party heeft geen leden maar geregistreerde supporters (donateurs).